# Kimito Nōno
Kimito Nōno (濃野 公人, Nōno Kimito), né le 26 mars 2002 à Ibaraki au Japon, est un footballeur japonais. Il évolue au poste d'arrière droit au Kashima Antlers.

## Biographie

### En club
Né à Ibaraki dans la préfecture d'Osaka au Japon, Kimito Nōno grandit en tant que supporter du Gamba Osaka dont son père est un grand fan. Il déménage dans la préfecture de Fukuoka et commence à jouer pour le club local du Valentia FC avant de rejoindre l'équipe des moins de quinze ans du Sagan Tosu. Il poursuit ses études et sa formation de footballeur au Lycée Otsu puis à l'Université Kwansei gakuin, où il évolue au poste d'ailier droit avant d'être repositionné arrière droit, où il s'impose dans un style très offensif. 
Le 9 juin 2023 est annoncé le recrutement de Kimito Nōno au Kashima Antlers, rejoignant le club professionnel à partir de janvier 2024.
Il joue son premier match en professionnel le 23 février 2024, à l'occasion de la première journée de la saison 2024, de J. League 1 face au Nagoya Grampus. Titulaire au poste d'arrière droit, il voit son équipe l'emporter par trois buts à zéro.
Pour sa première saison en professionnel, Nōno s'impose comme un titulaire au Kashima Antlers et se voit récompensé de ses prestations en étant nommé dans le onze de la saison de J. League 1. C'est la première fois depuis Kaoru Mitoma (alors à Kawasaki Frontale) qu'un jeune diplômé universitaire est sélectionné dans le 11 de la saison, et ce dès sa première année en professionnel.